# Rugby-Union-Weltmeisterschaft 2023/Mannschaftskader
Die Rugby-Union-Weltmeisterschaft 2023 fand vom 8. September bis zum 28. Oktober in Frankreich statt. Zwanzig Mannschaften hatten sich qualifiziert und stellten jeweils einen Kader mit 33 Spielern auf, was zwei mehr als bei der letzten Weltmeisterschaft entsprach. Die endgültigen Kader wurden im Vorfeld von den Cheftrainern festgelegt, nachdem jeweils größere Trainingskader reduziert worden waren. Die Mannschaftslisten mussten bis zum 28. August 2023 bei World Rugby vorgelegt werden.

Anmerkung: Die bei jedem Spieler angegebene Anzahl der Test Matches basiert auf den Zeitpunkt unmittelbar vor Beginn der Veranstaltung.

## Gruppe A

### Frankreich
Frankreich gab seinen endgültigen Kader am 21. August bekannt.
1 Am 1. September 2023 musste Paul Willemse aufgrund einer Oberschenkelverletzung ausgeschlossen werden, an seine Stelle trat Bastien Chalureau.
Cheftrainer:  Fabien Galthié
| Spieler              | Position         | Mannschaft                   | Tests |
| -------------------- | ---------------- | ---------------------------- | ----- |
| Baptiste Couilloud   | Gedrängehalb     | Lyon Olympique Universitaire | 13    |
| Antoine Dupont       | Gedrängehalb     | Stade Toulousain             | 49    |
| Maxime Lucu          | Gedrängehalb     | Union Bordeaux Bègles        | 15    |
| Antoine Hastoy       | Verbinder        | Stade Rochelais              | 04    |
| Matthieu Jalibert    | Verbinder        | Union Bordeaux Bègles        | 26    |
| Jonathan Danty       | Innendreiviertel | Stade Rochelais              | 24    |
| Gaël Fickou          | Innendreiviertel | Racing 92                    | 81    |
| Yoram Moefana        | Innendreiviertel | Union Bordeaux Bègles        | 18    |
| Arthur Vincent       | Innendreiviertel | Montpellier Hérault Rugby    | 16    |
| Louis Bielle-Biarrey | Außendreiviertel | Union Bordeaux Bègles        | 03    |
| Damian Penaud        | Außendreiviertel | Union Bordeaux Bègles        | 44    |
| Gabin Villière       | Außendreiviertel | RC Toulon                    | 14    |
| Melvyn Jaminet       | Schlussmann      | Stade Toulousain             | 15    |
| Thomas Ramos         | Schlussmann      | Stade Toulousain             | 27    |

| Spieler             | Position             | Mannschaft                   | Tests |
| ------------------- | -------------------- | ---------------------------- | ----- |
| Pierre Bourgarit    | Hakler               | Stade Rochelais              | 10    |
| Julien Marchand     | Hakler               | Stade Toulousain             | 31    |
| Peato Mauvaka       | Hakler               | Stade Toulousain             | 24    |
| Dorian Aldegheri    | Pfeiler              | Stade Toulousain             | 11    |
| Uini Atonio         | Pfeiler              | Stade Rochelais              | 53    |
| Cyril Baille        | Pfeiler              | Stade Toulousain             | 44    |
| Sipili Falatea      | Pfeiler              | Union Bordeaux Bègles        | 13    |
| Jean-Baptiste Gros  | Pfeiler              | RC Toulon                    | 25    |
| Reda Wardi          | Pfeiler              | Stade Rochelais              | 09    |
| Bastien Chalureau 1 | Zweite-Reihe-Stürmer | Montpellier Hérault Rugby    | 06    |
| Thibaud Flament     | Zweite-Reihe-Stürmer | Stade Toulousain             | 19    |
| Romain Taofifénua   | Zweite-Reihe-Stürmer | Lyon Olympique Universitaire | 44    |
| Paul Willemse 1     | Zweite-Reihe-Stürmer | Montpellier Hérault Rugby    | 31    |
| Cameron Woki        | Zweite-Reihe-Stürmer | Racing 92                    | 22    |
| Grégory Alldritt    | Flügelstürmer        | Stade Rochelais              | 42    |
| Paul Boudehent      | Flügelstürmer        | Stade Rochelais              | 03    |
| François Cros       | Flügelstürmer        | Stade Toulousain             | 22    |
| Anthony Jelonch     | Flügelstürmer        | Stade Toulousain             | 25    |
| Sekou Macalou       | Flügelstürmer        | Stade Français               | 18    |
| Charles Ollivon     | Flügelstürmer        | RC Toulon                    | 35    |

### Italien
Italien gab seinen endgültigen Kader am 22. August bekannt.
Cheftrainer:  Kieran Crowley
| Spieler            | Position         | Mannschaft                   | Tests |
| ------------------ | ---------------- | ---------------------------- | ----- |
| Alessandro Fusco   | Gedrängehalb     | Zebre Parma                  | 15    |
| Alessandro Garbisi | Gedrängehalb     | Benetton Rugby Treviso       | 06    |
| Martin Page-Relo   | Gedrängehalb     | Lyon Olympique Universitaire | 02    |
| Stephen Varney     | Gedrängehalb     | Gloucester Rugby             | 21    |
| Tommaso Allan      | Verbinder        | USA Perpignan                | 75    |
| Giacomo Da Re      | Verbinder        | Benetton Rugby Treviso       | 02    |
| Paolo Garbisi      | Verbinder        | Montpellier Hérault Rugby    | 27    |
| Ignacio Brex       | Innendreiviertel | Benetton Rugby Treviso       | 26    |
| Luca Morisi        | Innendreiviertel | vereinslos                   | 47    |
| Pierre Bruno       | Außendreiviertel | Zebre Parma                  | 13    |
| Monty Ioane        | Außendreiviertel | Lyon Olympique Universitaire | 21    |
| Paolo Odogwu       | Außendreiviertel | Benetton Rugby Treviso       | 03    |
| Ange Capuozzo      | Schlussmann      | Stade Toulousain             | 12    |
| Lorenzo Pani       | Schlussmann      | Zebre Parma                  | 03    |

| Spieler             | Position             | Mannschaft             | Tests |
| ------------------- | -------------------- | ---------------------- | ----- |
| Luca Bigi           | Hakler               | Zebre Parma            | 48    |
| Hame Faiva          | Hakler               | Hurricanes             | 07    |
| Giacomo Nicotera    | Hakler               | Benetton Rugby Treviso | 15    |
| Pietro Ceccarelli   | Pfeiler              | USA Perpignan          | 29    |
| Simone Ferrari      | Pfeiler              | Benetton Rugby Treviso | 47    |
| Danilo Fischetti    | Pfeiler              | Zebre Parma            | 33    |
| Ivan Nemer          | Pfeiler              | Benetton Rugby Treviso | 13    |
| Marco Riccioni      | Pfeiler              | Saracens               | 22    |
| Federico Zani       | Pfeiler              | Benetton Rugby Treviso | 23    |
| Niccolò Cannone     | Zweite-Reihe-Stürmer | Benetton Rugby Treviso | 33    |
| Dino Lamb           | Zweite-Reihe-Stürmer | Harlequins             | 03    |
| Federico Ruzza      | Zweite-Reihe-Stürmer | Benetton Rugby Treviso | 45    |
| Dave Sisi           | Zweite-Reihe-Stürmer | Zebre Parma            | 28    |
| Michele Lamaro      | Flügelstürmer        | Benetton Rugby Treviso | 29    |
| Sebastian Negri     | Flügelstürmer        | Benetton Rugby Treviso | 48    |
| Giovanni Pettinelli | Flügelstürmer        | Benetton Rugby Treviso | 14    |
| Manuel Zuliani      | Flügelstürmer        | Benetton Rugby Treviso | 13    |
| Lorenzo Cannone     | Nummer Acht          | Benetton Rugby Treviso | 12    |
| Toa Halafihi        | Nummer Acht          | Benetton Rugby Treviso | 11    |

### Namibia
Namibia gab seinen endgültigen Kader am 21. August bekannt.
Cheftrainer:  Allister Coetzee
| Spieler            | Position         | Mannschaft                | Tests |
| ------------------ | ---------------- | ------------------------- | ----- |
| Oela Blaauw        | Gedrängehalb     | Universität Johannesburg  | 0     |
| TC Kisting         | Gedrängehalb     | Dinamo Bukarest           | 18    |
| Damian Stevens     | Gedrängehalb     | New Orleans Gold          | 36    |
| Jacques Theron     | Gedrängehalb     | Wanderers                 | 03    |
| Cliven Loubser     | Verbinder        | Utah Warriors             | 24    |
| Tiaan Swanepoel    | Verbinder        | Lions                     | 02    |
| André van den Berg | Verbinder        | Wanderers                 | 04    |
| Danco Burger       | Innendreiviertel | Wanderers                 | 05    |
| Johan Deysel       | Innendreiviertel | Colomiers Rugby           | 35    |
| Le Roux Malan      | Innendreiviertel | New England Free Jacks    | 02    |
| JC Greyling        | Außendreiviertel | Wanderers                 | 42    |
| Alcino Izaacs      | Außendreiviertel | Universität von Namibia   | 03    |
| Gerswin Mouton     | Außendreiviertel | Witwatersrand-Universität | 03    |
| Divan Rossouw      | Schlussmann      | Krasny Jar Krasnojarsk    | 06    |

| Spieler                  | Position             | Mannschaft               | Tests |
| ------------------------ | -------------------- | ------------------------ | ----- |
| Obert Nortjé             | Hakler               | Wanderers                | 21    |
| Louis van der Westhuizen | Hakler               | Cheetahs                 | 29    |
| Torsten van Jaarsveld    | Hakler               | Aviron Bayonnais         | 19    |
| Jason Benade             | Pfeiler              | Universität von Namibia  | 13    |
| Aranos Coetzee           | Pfeiler              | Cheetahs                 | 29    |
| Desiderius Sethie        | Pfeiler              | Universität von Namibia  | 17    |
| Haitembu Shikufa         | Pfeiler              | Leopards                 | 01    |
| Casper Viviers           | Pfeiler              | RC Baulois               | 41    |
| Tiaan de Klerk           | Zweite-Reihe-Stürmer | Mogliano Rugby           | 01    |
| Adriaan Ludick           | Zweite-Reihe-Stürmer | USA Limoges              | 09    |
| Mahepisa Tjeriko         | Zweite-Reihe-Stürmer | Universität von Namibia  | 11    |
| Tjiuee Uanivi            | Zweite-Reihe-Stürmer | US Montauban             | 34    |
| PJ van Lill              | Zweite-Reihe-Stürmer | Capbreton Hossegor Rugby | 60    |
| Adriaan Booysen          | Flügelstürmer        | Dallas Jackals           | 24    |
| Wian Conradie            | Flügelstürmer        | New England Free Jacks   | 28    |
| Prince ǃGaoseb           | Flügelstürmer        | Tel Aviv Heat            | 12    |
| Richard Hardwick         | Flügelstürmer        | Melbourne Rebels         | 03    |
| Max Katjijeko            | Flügelstürmer        | Tel Aviv Heat            | 21    |
| Johan Retief             | Flügelstürmer        | Griquas                  | 21    |

### Neuseeland
Neuseeland gab seinen endgültigen Kader am 7. August bekannt.
1 Am 10. September 2023 fiel Emoni Narawa aufgrund einer Rückenverletzung aus, an seine Stelle trat Ethan Blackadder.
Cheftrainer:  Ian Foster
| Spieler                | Position         | Mannschaft                    | Tests |
| ---------------------- | ---------------- | ----------------------------- | ----- |
| Finlay Christie        | Gedrängehalb     | Blues / Tasman                | 017   |
| Cam Roigard            | Gedrängehalb     | Hurricanes / Counties Manukau | 002   |
| Aaron Smith            | Gedrängehalb     | Highlanders / Manawatu        | 119   |
| Beauden Barrett        | Verbinder        | Blues / Taranaki              | 116   |
| Damian McKenzie        | Verbinder        | Chiefs / Waikato              | 042   |
| Richie Moʻunga         | Verbinder        | Crusaders / Canterbury        | 049   |
| Jordie Barrett         | Innendreiviertel | Hurricanes / Taranaki         | 052   |
| David Havili           | Innendreiviertel | Crusaders / Tasman            | 025   |
| Rieko Ioane            | Innendreiviertel | Blues / Auckland              | 063   |
| Anton Lienert-Brown    | Innendreiviertel | Chiefs / Waikato              | 063   |
| Caleb Clarke           | Außendreiviertel | Blues / Auckland              | 018   |
| Leicester Faingaʻanuku | Außendreiviertel | Crusaders / Tasman            | 003   |
| Emoni Narawa 1         | Außendreiviertel | Chiefs / Bay of Plenty        | 001   |
| Mark Telea             | Außendreiviertel | Blues / North Harbour         | 005   |
| Will Jordan            | Schlussmann      | Crusaders / Tasman            | 025   |

| Spieler             | Position             | Mannschaft               | Tests |
| ------------------- | -------------------- | ------------------------ | ----- |
| Dane Coles          | Hakler               | Hurricanes / Wellington  | 087   |
| Samisoni Taukeiʻaho | Hakler               | Chiefs / Waikato         | 025   |
| Codie Taylor        | Hakler               | Crusaders / Canterbury   | 079   |
| Ethan de Groot      | Pfeiler              | Highlanders / Southland  | 017   |
| Nepo Laulala        | Pfeiler              | Blues / Counties Manukau | 049   |
| Tyrel Lomax         | Pfeiler              | Hurricanes / Tasman      | 027   |
| Fletcher Newell     | Pfeiler              | Crusaders / Canterbury   | 008   |
| Ofa Tuʻungafasi     | Pfeiler              | Blues / Northland        | 053   |
| Tamaiti Williams    | Pfeiler              | Crusaders / Canterbury   | 003   |
| Scott Barrett       | Zweite-Reihe-Stürmer | Crusaders / Taranaki     | 062   |
| Brodie Retallick    | Zweite-Reihe-Stürmer | Chiefs / Hawke’s Bay     | 103   |
| Tupou Vaaʻi         | Zweite-Reihe-Stürmer | Chiefs / Taranaki        | 022   |
| Sam Whitelock       | Zweite-Reihe-Stürmer | Crusaders / Canterbury   | 146   |
| Ethan Blackadder 1  | Flügelstürmer        | Crusaders / Tasman       | 009   |
| Sam Cane            | Flügelstürmer        | Chiefs / Bay of Plenty   | 090   |
| Shannon Frizell     | Flügelstürmer        | Highlanders / Tasman     | 028   |
| Dalton Papalii      | Flügelstürmer        | Blues / Counties Manukau | 026   |
| Luke Jacobson       | Nummer Acht          | Chiefs / Waikato         | 015   |
| Ardie Savea         | Nummer Acht          | Hurricanes / Wellington  | 075   |

### Uruguay
Uruguay gab seinen endgültigen Kader am 21. August bekannt.
Cheftrainer:  Esteban Meneses
| Spieler            | Position         | Mannschaft        | Tests |
| ------------------ | ---------------- | ----------------- | ----- |
| Santiago Álvarez   | Gedrängehalb     | Peñarol Rugby     | 07    |
| Santiago Arata     | Gedrängehalb     | Castres Olympique | 45    |
| Agustín Ormaechea  | Gedrängehalb     | Stade Niçois      | 56    |
| Felipe Berchesi    | Verbinder        | US Dax            | 45    |
| Felipe Etcheverry  | Verbinder        | Miami Sharks      | 20    |
| Felipe Arcos Pérez | Innendreiviertel | Peñarol Rugby     | 09    |
| Nicolás Freitas    | Innendreiviertel | RC Vannes         | 50    |
| Tomás Inciarte     | Innendreiviertel | Miami Sharks      | 32    |
| Andrés Vilaseca    | Innendreiviertel | RC Vannes         | 75    |
| Juan Manuel Alonso | Außendreiviertel | Peñarol Rugby     | 08    |
| Baltazar Amaya     | Außendreiviertel | Old Boys Club     | 08    |
| Bautista Basso     | Außendreiviertel | Old Boys Club     | 04    |
| Ignacio Facciolo   | Außendreiviertel | Peñarol Rugby     | 01    |
| Gastón Mieres      | Schlussmann      | Peñarol Rugby     | 82    |
| Rodrigo Silva      | Schlussmann      | Peñarol Rugby     | 77    |

| Spieler               | Position             | Mannschaft       | Tests |
| --------------------- | -------------------- | ---------------- | ----- |
| Facundo Gattas        | Hakler               | Old Glory DC     | 39    |
| Germán Kessler        | Hakler               | Provence Rugby   | 62    |
| Guillermo Pujadas     | Hakler               | Peñarol Rugby    | 28    |
| Diego Arbelo          | Pfeiler              | Peñarol Rugby    | 18    |
| Matías Benítez        | Pfeiler              | Peñarol Rugby    | 45    |
| Ignacio Péculo        | Pfeiler              | Peñarol Rugby    | 13    |
| Reinaldo Piussi       | Pfeiler              | Peñarol Rugby    | 04    |
| Mateo Sanguinetti     | Pfeiler              | Peñarol Rugby    | 80    |
| Felipe Aliaga         | Zweite-Reihe-Stürmer | Peñarol Rugby    | 05    |
| Ignacio Dotti         | Zweite-Reihe-Stürmer | Peñarol Rugby    | 59    |
| Manuel Leindekar      | Zweite-Reihe-Stürmer | Aviron Bayonnais | 28    |
| Manuel Ardao          | Flügelstürmer        | Miami Sharks     | 23    |
| Lucas Bianchi         | Flügelstürmer        | Peñarol Rugby    | 10    |
| Santiago Civetta      | Flügelstürmer        | Peñarol Rugby    | 26    |
| Carlos Deus           | Flügelstürmer        | Peñarol Rugby    | 03    |
| Manuel Diana          | Flügelstürmer        | Peñarol Rugby    | 38    |
| Eric Dosantos         | Flügelstürmer        | Peñarol Rugby    | 16    |
| Juan Manuel Rodríguez | Flügelstürmer        | Peñarol Rugby    | 03    |

## Gruppe B

### Irland
Irland gab seinen endgültigen Kader am 27. August bekannt.
Cheftrainer:  Andy Farrell
| Spieler             | Position         | Mannschaft     | Tests |
| ------------------- | ---------------- | -------------- | ----- |
| Craig Casey         | Gedrängehalb     | Munster Rugby  | 012   |
| Jamison Gibson-Park | Gedrängehalb     | Leinster Rugby | 026   |
| Conor Murray        | Gedrängehalb     | Munster Rugby  | 106   |
| Ross Byrne          | Verbinder        | Leinster Rugby | 021   |
| Jack Crowley        | Verbinder        | Munster Rugby  | 006   |
| Jonathan Sexton     | Verbinder        | Leinster Rugby | 113   |
| Bundee Aki          | Innendreiviertel | Connacht Rugby | 047   |
| Robbie Henshaw      | Innendreiviertel | Leinster Rugby | 064   |
| Stuart McCloskey    | Innendreiviertel | Ulster Rugby   | 013   |
| Garry Ringrose      | Innendreiviertel | Leinster Rugby | 051   |
| Keith Earls         | Außendreiviertel | Munster Rugby  | 100   |
| Mack Hansen         | Außendreiviertel | Connacht Rugby | 016   |
| James Lowe          | Außendreiviertel | Leinster Rugby | 021   |
| Hugo Keenan         | Schlussmann      | Leinster Rugby | 031   |
| Jimmy O’Brien       | Schlussmann      | Leinster Rugby | 006   |

| Spieler            | Position             | Mannschaft     | Tests |
| ------------------ | -------------------- | -------------- | ----- |
| Rob Herring        | Hakler               | Ulster Rugby   | 37    |
| Rónan Kelleher     | Hakler               | Leinster Rugby | 21    |
| Dan Sheehan        | Hakler               | Leinster Rugby | 21    |
| Finlay Bealham     | Pfeiler              | Connacht Rugby | 32    |
| Tadhg Furlong      | Pfeiler              | Leinster Rugby | 67    |
| David Kilcoyne     | Pfeiler              | Munster Rugby  | 52    |
| Jeremy Loughman    | Pfeiler              | Munster Rugby  | 03    |
| Tom O’Toole        | Pfeiler              | Ulster Rugby   | 11    |
| Andrew Porter      | Pfeiler              | Leinster Rugby | 54    |
| Ryan Baird         | Zweite-Reihe-Stürmer | Leinster Rugby | 13    |
| Tadhg Beirne       | Zweite-Reihe-Stürmer | Munster Rugby  | 41    |
| Iain Henderson     | Zweite-Reihe-Stürmer | Ulster Rugby   | 74    |
| Joe McCarthy       | Zweite-Reihe-Stürmer | Leinster Rugby | 03    |
| James Ryan         | Zweite-Reihe-Stürmer | Leinster Rugby | 55    |
| Jack Conan         | Flügelstürmer        | Leinster Rugby | 39    |
| Caelan Doris       | Flügelstürmer        | Leinster Rugby | 31    |
| Peter O’Mahony     | Flügelstürmer        | Munster Rugby  | 96    |
| Josh van der Flier | Flügelstürmer        | Leinster Rugby | 52    |

### Rumänien
Rumänien gab seinen endgültigen Kader am 16. August bekannt.
1 Am 28. August 2023 mussten Mihai Macovei, Mihai Mureșan und Paul Popoaia aufgrund verschiedener Verletzungen aus dem Kader gestrichen werden; sie wurden durch André Gorin, Sioeli Lama und Taliaʻuli Sikuea ersetzt.
Cheftrainer:  Eugen Apjok
| Spieler            | Position         | Mannschaft            | Tests |
| ------------------ | ---------------- | --------------------- | ----- |
| Alin Conache       | Gedrängehalb     | SCM Rugby Timișoara   | 005   |
| Gabriel Rupanu     | Gedrängehalb     | SCM Rugby Timișoara   | 021   |
| Florin Surugiu     | Gedrängehalb     | Steaua Bukarest       | 103   |
| Tudor Boldor       | Verbinder        | Dinamo Bukarest       | 016   |
| Mihai Mureșan 1    | Verbinder        | Știința Baia Mare     | 003   |
| Gabriel Pop        | Verbinder        | Dinamo Bukarest       | 005   |
| Taylor Gontineac   | Innendreiviertel | Rouen Normandie Rugby | 010   |
| Tevita Manumua     | Innendreiviertel | SCM Rugby Timișoara   | 002   |
| Taliaʻuli Sikuea 1 | Innendreiviertel | Știința Baia Mare     | 001   |
| Jason Tomane       | Innendreiviertel | Steaua Bukarest       | 014   |
| Tangimana Fonovai  | Außendreiviertel | Steaua Bukarest       | 022   |
| Sioeli Lama 1      | Außendreiviertel | CSA Annonay           | 027   |
| Nicolas Onuțu      | Außendreiviertel | Steaua Bukarest       | 006   |
| Marius Simionescu  | Außendreiviertel | SCM Rugby Timișoara   | 030   |
| Paul Popoaia 1     | Schlussmann      | Știința Baia Mare     | 012   |
| Hinckley Vaovasa   | Schlussmann      | Steaua Bukarest       | 018   |

| Spieler           | Position             | Mannschaft                     | Tests |
| ----------------- | -------------------- | ------------------------------ | ----- |
| Florin Bărdașu    | Hakler               | Steaua Bukarest                | 012   |
| Ovidiu Cojocaru   | Hakler               | Steaua Bukarest                | 032   |
| Robert Irimescu   | Hakler               | Știința Baia Mare              | 004   |
| Costel Burțilă    | Pfeiler              | RC Hyères Caraqueiranne        | 013   |
| Thomas Crețu      | Pfeiler              | Stade Aurillacois              | 005   |
| Gheorghe Gajion   | Pfeiler              | Stade Montois                  | 009   |
| Alexandru Gordaș  | Pfeiler              | Dinamo Bukarest                | 035   |
| Iulian Harțig     | Pfeiler              | RC Bassin d’Arcachon           | 009   |
| Alexandru Savin   | Pfeiler              | Steaua Bukarest                | 025   |
| Ștefan Iancu      | Zweite-Reihe-Stürmer | Știința Baia Mare              | 005   |
| Marius Iftimiciuc | Zweite-Reihe-Stürmer | US Carcassonne                 | 022   |
| Adrian Moțoc      | Zweite-Reihe-Stürmer | Biarritz Olympique             | 027   |
| Cristi Boboc      | Flügelstürmer        | Steaua Bukarest                | 009   |
| Cristi Chirică    | Flügelstürmer        | Dinamo Bukarest                | 034   |
| André Gorin 1     | Flügelstürmer        | RC Hyères Carqueiranne La Crau | 044   |
| Mihai Macovei 1   | Flügelstürmer        | RC Bassin d’Arcachon           | 104   |
| Vlad Neculau      | Flügelstürmer        | SCM USV Timișoara              | 014   |
| Florian Roșu      | Flügelstürmer        | Știința Baia Mare              | 013   |
| Dragoș Ser        | Flügelstürmer        | Steaua Bukarest                | 015   |
| Damian Strătilă   | Flügelstürmer        | Steaua Bukarest                | 006   |

### Schottland
Schottland gab seinen endgültigen Kader am 16. August bekannt.
Cheftrainer:  Gregor Townsend
| Spieler             | Position         | Mannschaft       | Tests |
| ------------------- | ---------------- | ---------------- | ----- |
| George Horne        | Gedrängehalb     | Glasgow Warriors | 23    |
| Ali Price           | Gedrängehalb     | Glasgow Warriors | 63    |
| Ben White           | Gedrängehalb     | RC Toulon        | 15    |
| Ben Healy           | Verbinder        | Edinburgh Rugby  | 03    |
| Finn Russell        | Verbinder        | Racing 92        | 72    |
| Chris Harris        | Innendreiviertel | Gloucester Rugby | 44    |
| Huw Jones           | Innendreiviertel | Glasgow Warriors | 39    |
| Cameron Redpath     | Innendreiviertel | Bath Rugby       | 07    |
| Sione Tuipulotu     | Innendreiviertel | Glasgow Warriors | 19    |
| Darcy Graham        | Außendreiviertel | Edinburgh Rugby  | 35    |
| Kyle Steyn          | Außendreiviertel | Glasgow Warriors | 13    |
| Duhan van der Merwe | Außendreiviertel | Edinburgh Rugby  | 31    |
| Blair Kinghorn      | Schlussmann      | Edinburgh Rugby  | 46    |
| Ollie Smith         | Schlussmann      | Glasgow Warriors | 06    |

| Spieler         | Position             | Mannschaft       | Tests |
| --------------- | -------------------- | ---------------- | ----- |
| Ewan Ashman     | Hakler               | Edinburgh Rugby  | 08    |
| David Cherry    | Hakler               | Edinburgh Rugby  | 10    |
| George Turner   | Hakler               | Glasgow Warriors | 37    |
| Jamie Bhatti    | Pfeiler              | Glasgow Warriors | 32    |
| Zander Fagerson | Pfeiler              | Glasgow Warriors | 59    |
| WP Nel          | Pfeiler              | Edinburgh Rugby  | 56    |
| Pierre Schoeman | Pfeiler              | Edinburgh Rugby  | 23    |
| Javan Sebastian | Pfeiler              | Edinburgh Rugby  | 06    |
| Rory Sutherland | Pfeiler              | vereinslos       | 25    |
| Scott Cummings  | Zweite-Reihe-Stürmer | Glasgow Warriors | 29    |
| Grant Gilchrist | Zweite-Reihe-Stürmer | Edinburgh Rugby  | 65    |
| Richie Gray     | Zweite-Reihe-Stürmer | Glasgow Warriors | 75    |
| Sam Skinner     | Zweite-Reihe-Stürmer | Edinburgh Rugby  | 28    |
| Luke Crosbie    | Flügelstürmer        | Edinburgh Rugby  | 05    |
| Rory Darge      | Flügelstürmer        | Glasgow Warriors | 11    |
| Matt Fagerson   | Flügelstürmer        | Glasgow Warriors | 36    |
| Jamie Ritchie   | Flügelstürmer        | Edinburgh Rugby  | 43    |
| Hamish Watson   | Flügelstürmer        | Edinburgh Rugby  | 58    |
| Jack Dempsey    | Schlussmann          | Glasgow Warriors | 12    |

### Südafrika
Südafrika gab seinen endgültigen Kader am 8. August bekannt.
Cheftrainer:  Jacques Nienaber
| Spieler           | Position         | Mannschaft                | Tests |
| ----------------- | ---------------- | ------------------------- | ----- |
| Faf de Klerk      | Gedrängehalb     | Yokohama Canon Eagles     | 49    |
| Jaden Hendrikse   | Gedrängehalb     | Sharks                    | 13    |
| Cobus Reinach     | Gedrängehalb     | Montpellier Hérault Rugby | 26    |
| Grant Williams    | Gedrängehalb     | Sharks                    | 05    |
| Manie Libbok      | Verbinder        | Stormers                  | 09    |
| Damian Willemse   | Verbinder        | Stormers                  | 33    |
| Damian de Allende | Innendreiviertel | Saitama Wild Knights      | 73    |
| André Esterhuizen | Innendreiviertel | Harlequins                | 14    |
| Jesse Kriel       | Innendreiviertel | Yokohama Canon Eagles     | 62    |
| Kurt-Lee Arendse  | Außendreiviertel | Bulls                     | 10    |
| Cheslin Kolbe     | Außendreiviertel | Tokyo Sungoliath          | 26    |
| Makazole Mapimpi  | Außendreiviertel | Sharks                    | 39    |
| Canan Moodie      | Außendreiviertel | Bulls                     | 08    |
| Willie le Roux    | Schlussmann      | Bulls                     | 87    |

| Spieler              | Position             | Mannschaft         | Tests |
| -------------------- | -------------------- | ------------------ | ----- |
| Malcolm Marx         | Hakler               | Kubota Spears      | 063   |
| Bongi Mbonambi       | Hakler               | Sharks             | 062   |
| Steven Kitshoff      | Pfeiler              | Ulster Rugby       | 076   |
| Vincent Koch         | Pfeiler              | Sharks             | 046   |
| Frans Malherbe       | Pfeiler              | Stormers           | 063   |
| Ox Nché              | Pfeiler              | Sharks             | 021   |
| Trevor Nyakane       | Pfeiler              | Racing 92          | 062   |
| Eben Etzebeth        | Zweite-Reihe-Stürmer | Sharks             | 113   |
| Jean Kleyn           | Zweite-Reihe-Stürmer | Munster Rugby      | 004   |
| Franco Mostert       | Zweite-Reihe-Stürmer | Mie Honda Heat     | 067   |
| Marvin Orie          | Zweite-Reihe-Stürmer | USA Perpignan      | 014   |
| RG Snyman            | Zweite-Reihe-Stürmer | Munster Rugby      | 028   |
| Pieter-Steph du Toit | Flügelstürmer        | Toyota Verblitz    | 071   |
| Deon Fourie          | Flügelstürmer        | Stormers           | 007   |
| Siya Kolisi          | Flügelstürmer        | Racing 92          | 077   |
| Kwagga Smith         | Flügelstürmer        | Shizuoka Blue Revs | 034   |
| Marco van Staden     | Flügelstürmer        | Bulls              | 014   |
| Duane Vermeulen      | Nummer Acht          | vereinslos         | 070   |
| Jasper Wiese         | Nummer Acht          | Leicester Tigers   | 023   |

### Tonga
Tonga gab seinen endgültigen Kader am 21. August bekannt.
Cheftrainer:  Toutai Kefu
| Spieler            | Position         | Verein                 | Tests |
| ------------------ | ---------------- | ---------------------- | ----- |
| Manu Paea          | Gedrängehalb     | Moana Pasifika         | 09    |
| Augustine Pulu     | Gedrängehalb     | Hino Red Dolphins      | 03    |
| Sonatane Takulua   | Gedrängehalb     | SU Agen                | 52    |
| William Havili     | Verbinder        | Moana Pasifika         | 09    |
| Otumaka Mausia     | Verbinder        | Auckland RFU           | 08    |
| Pita Ahki          | Innendreiviertel | Stade Toulousain       | 04    |
| Malakai Fekitoa    | Innendreiviertel | Benetton Rugby Treviso | 08    |
| George Moala       | Innendreiviertel | ASM Clermont Auvergne  | 05    |
| Afusipa Taumoepeau | Innendreiviertel | USA Perpignan          | 13    |
| Fine Inisi         | Außendreiviertel | Moana Pasifika         | 06    |
| Solomone Kata      | Innendreiviertel | Leicester Tigers       | 10    |
| Kyren Taumoefolau  | Innendreiviertel | Moana Pasifika         | 03    |
| Anzelo Tuitavuki   | Innendreiviertel | Moana Pasifika         | 07    |
| Charles Piutau     | Schlussmann      | Shizuoka Blue Revs     | 05    |

| Spieler             | Position             | Verein                       | Tests |
| ------------------- | -------------------- | ---------------------------- | ----- |
| Siua Maile          | Hakler               | Benetton Rugby Treviso       | 15    |
| Sam Moli            | Hakler               | Moana Pasifika               | 13    |
| Paul Ngauamo        | Hakler               | Castres Olympique            | 27    |
| Joe Apikotoa        | Pfeiler              | Moana Pasifika               | 03    |
| Siegfried Fisiʻihoi | Pfeiler              | Section Paloise              | 23    |
| Feao Fotuaika       | Pfeiler              | Lyon Olympique Universitaire | 05    |
| Tau Koloamatangi    | Pfeiler              | Moana Pasifika               | 07    |
| Paula Latu          | Pfeiler              | Southland Rugby              | 01    |
| Ben Tameifuna       | Pfeiler              | Union Bordeaux Bègles        | 29    |
| Adam Coleman        | Zweite-Reihe-Stürmer | Union Bordeaux Bègles        | 0     |
| Leva Fifita         | Zweite-Reihe-Stürmer | Connacht Rugby               | 31    |
| Sam Lousi           | Zweite-Reihe-Stürmer | Scarlets                     | 15    |
| Steve Mafi          | Zweite-Reihe-Stürmer | Oyonnax Rugby                | 41    |
| Semisi Paea         | Zweite-Reihe-Stürmer | New England Free Jacks       | 03    |
| Vaea Fifita         | Flügelstürmer        | Scarlets                     | 09    |
| Solomone Funaki     | Flügelstürmer        | Moana Pasifika               | 07    |
| Tanginoa Halaifonua | Flügelstürmer        | Stade Français               | 13    |
| Sione Havili        | Flügelstürmer        | Crusaders                    | 09    |
| Sione Vailanu       | Flügelstürmer        | Glasgow Warriors             | 12    |

## Gruppe C

### Australien
Australien gab seinen endgültigen Kader am 10. August bekannt.
Cheftrainer:  Eddie Jones
| Spieler               | Position         | Verein               | Tests |
| --------------------- | ---------------- | -------------------- | ----- |
| Issak Fines-Leleiwasa | Gedrängehalb     | Western Force        | 0     |
| Tate McDermott        | Gedrängehalb     | Reds                 | 25    |
| Nic White             | Gedrängehalb     | Brumbies             | 63    |
| Ben Donaldson         | Verbinder        | NSW Waratahs         | 02    |
| Carter Gordon         | Verbinder        | Melbourne Rebels     | 04    |
| Lalakai Foketi        | Innendreiviertel | NSW Waratahs         | 05    |
| Samu Kerevi           | Innendreiviertel | Tokyo Sungoliath     | 45    |
| Izaia Perese          | Innendreiviertel | NSW Waratahs         | 05    |
| Jordan Petaia         | Innendreiviertel | Queensland Reds      | 28    |
| Max Jorgensen         | Außendreiviertel | NSW Waratahs         | 0     |
| Marika Koroibete      | Außendreiviertel | Saitama Wild Knights | 55    |
| Mark Nawaqanitawase   | Außendreiviertel | NSW Waratahs         | 06    |
| Suliasi Vunivalu      | Außendreiviertel | Queensland Reds      | 02    |
| Andrew Kellaway       | Schlussmann      | Melbourne Rebels     | 23    |

| Spieler          | Position             | Mannschaft       | Tests |
| ---------------- | -------------------- | ---------------- | ----- |
| Matt Faessler    | Hakler               | Queensland Reds  | 001   |
| Dave Porecki     | Hakler               | NSW Waratahs     | 015   |
| Jordan Uelese    | Hakler               | Melbourne Rebels | 018   |
| Angus Bell       | Pfeiler              | NSW Waratahs     | 024   |
| Pone Faʻamausili | Pfeiler              | Melbourne Rebels | 005   |
| Zane Nonggorr    | Pfeiler              | Queensland Reds  | 003   |
| Blake Schoupp    | Pfeiler              | Brumbies         | 001   |
| James Slipper    | Pfeiler              | Brumbies         | 131   |
| Taniela Tupou    | Pfeiler              | Queensland Reds  | 049   |
| Richie Arnold    | Zweite-Reihe-Stürmer | Stade Toulousain | 005   |
| Nick Frost       | Zweite-Reihe-Stürmer | Brumbies         | 012   |
| Matt Philip      | Zweite-Reihe-Stürmer | Melbourne Rebels | 029   |
| Will Skelton     | Zweite-Reihe-Stürmer | Stade Rochelais  | 029   |
| Langi Gleeson    | Flügelstürmer        | NSW Waratahs     | 004   |
| Tom Hooper       | Flügelstürmer        | Brumbies         | 004   |
| Josh Kemeny      | Flügelstürmer        | Melbourne Rebels | 001   |
| Rob Leota        | Flügelstürmer        | Melbourne Rebels | 017   |
| Fraser McReight  | Flügelstürmer        | Queensland Reds  | 013   |
| Rob Valetini     | Nummer Acht          | Brumbies         | 035   |

### Fidschi
Fidschi gab seinen endgültigen Kader am 8. August bekannt.
1 Am 8. September 2023 musste Caleb Muntz aus dem Kader gestrichen werden, nachdem er sich eine Knieverletzung zugezogen hatte; an seine Stelle trat Vilimoni Botitu.
Cheftrainer:  Simon Raiwalui
| Spieler               | Position         | Mannschaft                   | Tests |
| --------------------- | ---------------- | ---------------------------- | ----- |
| Simione Kuruvoli      | Gedrängehalb     | Fijian Drua                  | 07    |
| Frank Lomani          | Gedrängehalb     | Fijian Drua                  | 26    |
| Ratu Peni Matawalu    | Gedrängehalb     | Fijian Drua                  | 05    |
| Caleb Muntz 1         | Verbinder        | Fijian Drua                  | 04    |
| Teti Tela             | Verbinder        | Fijian Drua                  | 06    |
| Vilimoni Botitu 1     | Innendreiviertel | Castres Olympique            | 08    |
| Sireli Maqala         | Innendreiviertel | Aviron Bayonnais             | 03    |
| Iosefo Masi           | Innendreiviertel | Fijian Drua                  | 02    |
| Waisea Nayacalevu     | Innendreiviertel | RC Toulon                    | 39    |
| Semi Radradra         | Innendreiviertel | Lyon Olympique Universitaire | 15    |
| Josua Tuisova         | Innendreiviertel | Racing 92                    | 19    |
| Vinaya Habosi         | Außendreiviertel | Fijian Drua                  | 06    |
| Kalaveti Ravouvou     | Außendreiviertel | Bristol Bears                | 06    |
| Selestino Ravutaumada | Außendreiviertel | Fijian Drua                  | 04    |
| Jiuta Wainiqolo       | Außendreiviertel | RC Toulon                    | 04    |
| Ilaisa Droasese       | Schlussmann      | Fijian Drua                  | 04    |

| Spieler                 | Position             | Mannschaft         | Tests |
| ----------------------- | -------------------- | ------------------ | ----- |
| Tevita Ikanivere        | Hakler               | Fijian Drua        | 08    |
| Sam Matavesi            | Hakler               | Northampton Saints | 26    |
| Zuriel Togiatama        | Hakler               | Fijian Drua        | 03    |
| Mesake Doge             | Pfeiler              | Fijian Drua        | 10    |
| Jone Koroiduadua        | Pfeiler              | Fijian Drua        | 02    |
| Eroni Mawi              | Pfeiler              | Saracens           | 25    |
| Peni Ravai              | Pfeiler              | Queensland Reds    | 39    |
| Luke Tagi               | Pfeiler              | Aviron Bayonnais   | 09    |
| Samu Tawake             | Pfeiler              | Fijian Drua        | 02    |
| Temo Mayanavanua        | Zweite-Reihe-Stürmer | Northampton Saints | 11    |
| Isoa Nasilasila         | Zweite-Reihe-Stürmer | Fijian Drua        | 07    |
| Lekima Tagitagivalu     | Zweite-Reihe-Stürmer | Section Paloise    | 03    |
| Levani Botia            | Flügelstürmer        | Stade Rochelais    | 24    |
| Te Ahiwaru Cirikidaveta | Flügelstürmer        | Fijian Drua        | 05    |
| Meli Derenalagi         | Flügelstürmer        | Fijian Drua        | 03    |
| Vilive Miramira         | Flügelstürmer        | Fijian Drua        | 01    |
| Viliame Mata            | Nummer Acht          | Edinburgh Rugby    | 26    |
| Albert Tuisue           | Nummer Acht          | Gloucester Rugby   | 19    |

### Georgien
Georgien gab seinen endgültigen Kader am 28. August bekannt.
1 Am 26. September 2023 schied Beka Gorgadse nach einer Knöchelverletzung für die Weltmeisterschaft aus und wurde durch Otar Giorgadse ersetzt. Am selben Tag verließ Luka Dschaparidse den georgischen Kader aufgrund einer Rückenverletzung, auf ihn folgte Irakli Apziauri.
Cheftrainer:  Lewan Masaschwili
| Spieler            | Position         | Mannschaft                   | Tests |
| ------------------ | ---------------- | ---------------------------- | ----- |
| Gela Aprasidse     | Gedrängehalb     | Aviron Bayonnais             | 048   |
| Wasil Lobschanidse | Gedrängehalb     | CA Brive                     | 078   |
| Tengis Peranidse   | Gedrängehalb     | Black Lion                   | 001   |
| Tedo Abschandadse  | Verbinder        | US Montauban                 | 043   |
| Luka Matkawa       | Verbinder        | Black Lion                   | 010   |
| Tornike Kachoidse  | Innendreiviertel | Black Lion                   | 003   |
| Giorgi Kweseladse  | Innendreiviertel | vereinslos                   | 048   |
| Merab Scharikadse  | Innendreiviertel | Black Lion                   | 096   |
| Demur Tapladse     | Innendreiviertel | Black Lion                   | 028   |
| Mirian Modebadse   | Außendreiviertel | Black Lion                   | 025   |
| Akaki Tabuzadse    | Außendreiviertel | Black Lion                   | 031   |
| Alexander Todua    | Außendreiviertel | Black Lion                   | 108   |
| Lascha Chmaladse   | Schlussmann      | Black Lion                   | 096   |
| Dawit Niniaschwili | Schlussmann      | Lyon Olympique Universitaire | 023   |

| Spieler                   | Position             | Mannschaft                   | Tests |
| ------------------------- | -------------------- | ---------------------------- | ----- |
| Schalwa Mamukaschwili     | Hakler               | Black Lion                   | 100   |
| Luka Noradse              | Hakler               | Stade Aurillacois            | 001   |
| Tengis Samtaradse         | Hakler               | Black Lion                   | 004   |
| Nika Abuladse             | Pfeiler              | Exeter Chiefs                | 012   |
| Irakli Apziauri1          | Pfeiler              | FC Grenoble                  | 000   |
| Luka Dschaparidse1        | Pfeiler              | Montpellier Hérault Rugby    | 008   |
| Beka Gigaschwili          | Pfeiler              | RC Toulon                    | 036   |
| Guram Gogitschaschwili    | Pfeiler              | Racing 92                    | 039   |
| Micheil Nariaschwili      | Pfeiler              | Black Lion                   | 073   |
| Guram Papidse             | Pfeiler              | Section Paloise              | 012   |
| Lascha Dschalani          | Zweite-Reihe-Stürmer | USON Nevers Rugby            | 019   |
| Konstantin Mikautadse     | Zweite-Reihe-Stürmer | Aviron Bayonnais             | 084   |
| Lado Tschatschanidse      | Zweite-Reihe-Stürmer | USON Nevers Rugby            | 013   |
| Nodar Tscheischwili       | Zweite-Reihe-Stürmer | Black Lion                   | 048   |
| Tornike Dschalaghonia     | Flügelstürmer        | Biarritz Olympique           | 024   |
| Micheil Gatschetschiladse | Flügelstürmer        | Black Lion                   | 021   |
| Beka Gorgadse1            | Flügelstürmer        | US Montauban                 | 039   |
| Otar Gorgadse1            | Flügelstürmer        | Section Paloise              | 040   |
| Luka Iwanischwili         | Flügelstürmer        | Black Lion                   | 007   |
| Beka Saghinadse           | Flügelstürmer        | Lyon Olympique Universitaire | 036   |
| Giorgi Zuzkiridse         | Flügelstürmer        | Lyon Olympique Universitaire | 031   |

### Portugal
Portugal gab seinen endgültigen Kader am 28. August bekannt.
Cheftrainer:  Patrice Lagisquet
| Spieler              | Position         | Mannschaft                 | Tests |
| -------------------- | ---------------- | -------------------------- | ----- |
| João Bello           | Gedrängehalb     | CDUP                       | 25    |
| Pedro Lucas          | Gedrängehalb     | CF Os Belenenses           | 17    |
| Samuel Marques       | Gedrängehalb     | AS Béziers                 | 22    |
| Joris Moura          | Verbinder        | Valence Romans Drôme Rugby | 01    |
| Jerónimo Portela     | Verbinder        | GD Direito                 | 25    |
| Tomás Appleton       | Innendreiviertel | CDUL                       | 62    |
| Pedro Bettencourt    | Innendreiviertel | Oyonnax Rugby              | 30    |
| José Lima            | Innendreiviertel | RC Narbonne                | 55    |
| Rodrigo Marta        | Außendreiviertel | US Dax                     | 31    |
| Manuel Cardoso Pinto | Außendreiviertel | AEIS Agronomia             | 30    |
| Vincent Pinto        | Außendreiviertel | Section Paloise            | 14    |
| Raffaele Storti      | Außendreiviertel | AS Béziers                 | 21    |
| Simão Bento          | Schlussmann      | Stade Montois              | 11    |
| Nuno Sousa Guedes    | Schlussmann      | CDUP                       | 38    |

| Spieler             | Position             | Mannschaft           | Tests |
| ------------------- | -------------------- | -------------------- | ----- |
| Lionel Campergue    | Hakler               | RC Bassin d’Arcachon | 21    |
| Duarte Diniz        | Hakler               | GD Direito           | 35    |
| Mike Tadjer         | Hakler               | USA Perpignan        | 32    |
| Anthony Alves       | Pfeiler              | Stade Montois        | 31    |
| Francisco Bruno     | Pfeiler              | GD Direito           | 24    |
| David Costa         | Pfeiler              | GD Direito           | 25    |
| Francisco Fernandes | Pfeiler              | AS Béziers           | 44    |
| Diogo Ferreira      | Pfeiler              | US Dax               | 37    |
| Antonio Machado     | Pfeiler              | CF Os Belenenses     | 02    |
| Martim Bello        | Zweite-Reihe-Stürmer | GDS Cascais Rugby    | 06    |
| Steevy Cerqueira    | Zweite-Reihe-Stürmer | SO Chambéry          | 12    |
| José Madeira        | Zweite-Reihe-Stürmer | FC Grenoble          | 32    |
| Duarte Torgal       | Zweite-Reihe-Stürmer | GD Direito           | 19    |
| Thibault de Freitas | Flügelstürmer        | CM Floirac           | 31    |
| João Granate        | Flügelstürmer        | GD Direito           | 31    |
| Nicolas Martins     | Flügelstürmer        | Soyaux Angoulême XV  | 08    |
| Manuel Picão        | Flügelstürmer        | GD Direito           | 21    |
| Rafael Simões       | Flügelstürmer        | CDUL                 | 27    |
| David Wallis        | Flügelstürmer        | CF Os Belenenses     | 20    |

### Wales
Wales gab seinen endgültigen Kader am 21. August bekannt.
Cheftrainer:  Warren Gatland
| Spieler           | Position         | Mannschaft       | Tests |
| ----------------- | ---------------- | ---------------- | ----- |
| Gareth Davies     | Gedrängehalb     | Scarlets         | 069   |
| Tomos Williams    | Gedrängehalb     | Cardiff Rugby    | 048   |
| Gareth Anscombe   | Verbinder        | Tokyo Sungoliath | 035   |
| Dan Biggar        | Verbinder        | RC Toulon        | 109   |
| Sam Costelow      | Verbinder        | Scarlets         | 004   |
| Mason Grady       | Innendreiviertel | Cardiff Rugby    | 004   |
| George North      | Innendreiviertel | Ospreys          | 114   |
| Nick Tompkins     | Innendreiviertel | Saracens         | 028   |
| Johnny Williams   | Innendreiviertel | Scarlets         | 006   |
| Josh Adams        | Außendreiviertel | Cardiff Rugby    | 050   |
| Rio Dyer          | Außendreiviertel | Dragons RFC      | 009   |
| Louis Rees-Zammit | Außendreiviertel | Gloucester Rugby | 027   |
| Leigh Halfpenny   | Schlussmann      | vereinslos       | 100   |
| Liam Williams     | Schlussmann      | Kubota Spears    | 085   |

| Spieler           | Position             | Mannschaft                | Tests |
| ----------------- | -------------------- | ------------------------- | ----- |
| Elliot Dee        | Hakler               | Dragons RFC               | 043   |
| Ryan Elias        | Hakler               | Scarlets                  | 034   |
| Dewi Lake         | Hakler               | Ospreys                   | 009   |
| Corey Domachowski | Pfeiler              | Cardiff Rugby             | 002   |
| Tomas Francis     | Pfeiler              | Provence Rugby            | 072   |
| Dillon Lewis      | Pfeiler              | Harlequins                | 051   |
| Nicky Smith       | Pfeiler              | Ospreys                   | 044   |
| Gareth Thomas     | Pfeiler              | Ospreys                   | 022   |
| Henry Thomas      | Pfeiler              | Montpellier Hérault Rugby | 002   |
| Adam Beard        | Zweite-Reihe-Stürmer | Ospreys                   | 047   |
| Dafydd Jenkins    | Zweite-Reihe-Stürmer | Exeter Chiefs             | 007   |
| Will Rowlands     | Zweite-Reihe-Stürmer | Racing 92                 | 025   |
| Christ Tshiunza   | Zweite-Reihe-Stürmer | Exeter Chiefs             | 007   |
| Taine Basham      | Flügelstürmer        | Dragons RFC               | 013   |
| Taulupe Faletau   | Flügelstürmer        | Cardiff Rugby             | 100   |
| Dan Lydiate       | Flügelstürmer        | Dragons RFC               | 071   |
| Jac Morgan        | Flügelstürmer        | Ospreys                   | 011   |
| Tommy Reffell     | Flügelstürmer        | Leicester Tigers          | 010   |
| Aaron Wainwright  | Flügelstürmer        | Dragons RFC               | 039   |

## Gruppe D

### Argentinien
Argentinien gab seinen endgültigen Kader am 7. August bekannt.
1 Am 22. August fiel Nahuel Tetaz Chaparro verletzungsbedingt für die Weltmeisterschaft aus und wurde neun Tage später durch Mayco Vivas ersetzt.
2 Am 27. August musste sich Santiago Grondona aus dem Kader zurückziehen, nachdem er sich im Vorbereitungsspiel gegen Spanien verletzt hatte. An seine Stelle trat Joaquín Oviedo.
Cheftrainer:  Michael Cheika
| Spieler               | Position         | Verein             | Tests |
| --------------------- | ---------------- | ------------------ | ----- |
| Lautaro Bazán         | Gedrängehalb     | Rugby Rovigo       | 07    |
| Gonzalo Bertranou     | Gedrängehalb     | Dragons RFC        | 53    |
| Tomás Cubelli         | Gedrängehalb     | Biarritz Olympique | 89    |
| Santiago Carreras     | Verbinder        | Gloucester Rugby   | 35    |
| Nicolás Sánchez       | Verbinder        | Stade Français     | 98    |
| Santiago Chocobares   | Innendreiviertel | Stade Toulousain   | 14    |
| Lucio Cinti           | Innendreiviertel | Saracens           | 16    |
| Jerónimo de la Fuente | Innendreiviertel | USA Perpignan      | 76    |
| Matías Moroni         | Innendreiviertel | Newcastle Falcons  | 74    |
| Emiliano Boffelli     | Außendreiviertel | Edinburgh Rugby    | 53    |
| Mateo Carreras        | Außendreiviertel | Newcastle Falcons  | 11    |
| Juan Imhoff           | Außendreiviertel | Racing 92          | 42    |
| Rodrigo Isgro         | Außendreiviertel | Argentina Sevens   | 02    |
| Martín Bogado         | Schlussmann      | Highlanders        | 02    |
| Juan Cruz Mallía      | Schlussmann      | Stade Toulousain   | 26    |

| Spieler                 | Position             | Verein                       | Tests |
| ----------------------- | -------------------- | ---------------------------- | ----- |
| Agustín Creevy          | Hakler               | Sale Sharks                  | 101   |
| Julián Montoya          | Hakler               | Leicester Tigers             | 089   |
| Ignacio Ruiz            | Hakler               | USA Perpignan                | 006   |
| Eduardo Bello           | Pfeiler              | Newcastle Falcons            | 014   |
| Thomas Gallo            | Pfeiler              | Benetton Rugby Treviso       | 017   |
| Francisco Gómez Kodela  | Pfeiler              | Lyon Olympique Universitaire | 031   |
| Joel Sclavi             | Pfeiler              | Stade Rochelais              | 012   |
| Nahuel Tetaz Chaparro 1 | Pfeiler              | Benetton Rugby Treviso       | 078   |
| Mayco Vivas 1           | Pfeiler              | Gloucester Rugby             | 019   |
| Matías Alemanno         | Zweite-Reihe-Stürmer | Gloucester Rugby             | 087   |
| Tomás Lavanini          | Zweite-Reihe-Stürmer | ASM Clermont Auvergne        | 082   |
| Guido Petti             | Zweite-Reihe-Stürmer | Union Bordeaux Bègles        | 075   |
| Pedro Rubiolo           | Zweite-Reihe-Stürmer | Newcastle Falcons            | 005   |
| Juan Martín González    | Flügelstürmer        | Saracens                     | 024   |
| Santiago Grondona 2     | Flügelstürmer        | Bristol Bears                | 015   |
| Marcos Kremer           | Flügelstürmer        | ASM Clermont Auvergne        | 057   |
| Pablo Matera            | Flügelstürmer        | Mie Honda Heat               | 095   |
| Joaquín Oviedo 2        | Flügelstürmer        | USA Perpignan                | 001   |
| Rodrigo Bruni           | Nummer Acht          | Aviron Bayonnais             | 021   |
| Facundo Isa             | Nummer Acht          | RC Toulon                    | 047   |

### Chile
Chile gab seinen endgültigen Kader am 14. August bekannt.
1 Am 8. September 2023 schied Nicolás Garafulic nach einer Verletzung aus dem Kader aus und wurde durch Cristóbal Game ersetzt.
Cheftrainer:  Pablo Lemoine
| Spieler             | Position         | Verein                | Tests |
| ------------------- | ---------------- | --------------------- | ----- |
| Lukas Carvallo      | Gedrängehalb     | Selknam               | 06    |
| Nicolás Herreros    | Gedrängehalb     | Selknam               | 05    |
| Marcelo Torrealba   | Gedrängehalb     | Selknam               | 12    |
| Benjamín Videla     | Gedrängehalb     | Selknam               | 0     |
| Rodrigo Fernández   | Verbinder        | Selknam               | 23    |
| Santiago Videla     | Verbinder        | Selknam               | 25    |
| Pablo Casas         | Innendreiviertel | Selknam               | 15    |
| Matías Garafulic    | Innendreiviertel | Selknam               | 12    |
| José Larenas        | Innendreiviertel | Selknam               | 47    |
| Domingo Saavedra    | Innendreiviertel | Selknam               | 24    |
| Nicolás Garafulic 1 | Außendreiviertel | Selknam               | 19    |
| Cristóbal Game 1    | Außendreiviertel | Old John’s            | 01    |
| Franco Velarde      | Außendreiviertel | Viña Old Boys & Girls | 16    |
| Iñaki Ayarza        | Schlussmann      | Soyaux Angoulême XV   | 14    |
| Francisco Urroz     | Schlussmann      | Selknam               | 11    |

| Spieler           | Position             | Verein            | Tests |
| ----------------- | -------------------- | ----------------- | ----- |
| Augusto Böhme     | Hakler               | Selknam           | 22    |
| Tomás Dussaillant | Hakler               | Selknam           | 37    |
| Diego Escobar     | Hakler               | Selknam           | 05    |
| Javier Carrasco   | Pfeiler              | Selknam           | 19    |
| Matías Dittus     | Pfeiler              | CA Périgueux      | 21    |
| Iñaki Gurruchaga  | Pfeiler              | Selknam           | 11    |
| Esteban Inostroza | Pfeiler              | Selknam           | 01    |
| Vittorio Lastra   | Pfeiler              | Selknam           | 22    |
| Salvador Lues     | Pfeiler              | Selknam           | 11    |
| Javier Eissmann   | Zweite-Reihe-Stürmer | Selknam           | 21    |
| Pablo Huete       | Zweite-Reihe-Stürmer | Selknam           | 30    |
| Santiago Pedrero  | Zweite-Reihe-Stürmer | Selknam           | 06    |
| Augusto Sarmiento | Zweite-Reihe-Stürmer | PWCC              | 15    |
| Clemente Saavedra | Flügelstürmer        | Selknam           | 20    |
| Martín Sigren     | Flügelstürmer        | Doncaster Knights | 27    |
| Ignacio Silva     | Flügelstürmer        | Selknam           | 38    |
| Alfonso Escobar   | Flügelstürmer        | Selknam           | 18    |
| Raimundo Martínez | Flügelstürmer        | Selknam           | 10    |
| Thomas Orchard    | Flügelstürmer        | Selknam           | 12    |

### England
England gab seinen endgültigen Kader am 7. August bekannt.
1 Am 14. August wurde Jack van Poortvliet, der sich am Knöchel verletzt hatte, durch Alex Mitchell ersetzt.
2 Nachdem sich Anthony Watson eine Wadenverletzung zugezogen hatte, wurde er am 27. August durch Jonny May ersetzt.
Cheftrainer:  Steve Borthwick
| Spieler               | Position         | Mannschaft       | Tests |
| --------------------- | ---------------- | ---------------- | ----- |
| Danny Care            | Gedrängehalb     | Harlequins       | 090   |
| Alex Mitchell 1       | Gedrängehalb     | Leicester Tigers | 006   |
| Jack van Poortvliet 1 | Gedrängehalb     | Leicester Tigers | 014   |
| Ben Youngs            | Gedrängehalb     | Leicester Tigers | 124   |
| Owen Farrell          | Verbinder        | Saracens         | 107   |
| George Ford           | Verbinder        | Sale Sharks      | 085   |
| Marcus Smith          | Verbinder        | Harlequins       | 024   |
| Elliot Daly           | Innendreiviertel | Saracens         | 059   |
| Olly Lawrence         | Innendreiviertel | Bath Rugby       | 014   |
| Joe Marchant          | Innendreiviertel | Stade Français   | 019   |
| Manu Tuilagi          | Innendreiviertel | Sale Sharks      | 053   |
| Max Malins            | Außendreiviertel | Bristol Bears    | 021   |
| Jonny May 2           | Außendreiviertel | Gloucester Rugby | 072   |
| Anthony Watson 2      | Außendreiviertel | vereinslos       | 056   |
| Henry Arundell        | Schlussmann      | Racing 92        | 008   |
| Freddie Steward       | Schlussmann      | Leicester Tigers | 026   |

| Spieler        | Position             | Mannschaft         | Tests |
| -------------- | -------------------- | ------------------ | ----- |
| Theo Dan       | Hakler               | Saracens           | 003   |
| Jamie George   | Hakler               | Saracens           | 079   |
| Jack Walker    | Hakler               | Harlequins         | 004   |
| Dan Cole       | Pfeiler              | Leicester Tigers   | 102   |
| Ellis Genge    | Pfeiler              | Bristol Bears      | 052   |
| Joe Marler     | Pfeiler              | Harlequins         | 082   |
| Bevan Rodd     | Pfeiler              | Sale Sharks        | 003   |
| Kyle Sinckler  | Pfeiler              | Bristol Bears      | 063   |
| Will Stuart    | Pfeiler              | Bath Rugby         | 029   |
| Ollie Chessum  | Zweite-Reihe-Stürmer | Leicester Tigers   | 011   |
| Maro Itoje     | Zweite-Reihe-Stürmer | Saracens           | 070   |
| Courtney Lawes | Zweite-Reihe-Stürmer | Northampton Saints | 100   |
| George Martin  | Zweite-Reihe-Stürmer | Leicester Tigers   | 003   |
| David Ribbans  | Zweite-Reihe-Stürmer | RC Toulon          | 008   |
| Tom Curry      | Flügelstürmer        | Sale Sharks        | 045   |
| Ben Earl       | Flügelstürmer        | Saracens           | 018   |
| Lewis Ludlam   | Flügelstürmer        | Northampton Saints | 021   |
| Jack Willis    | Flügelstürmer        | Stade Toulousain   | 013   |
| Billy Vunipola | Nummer Acht          | Saracens           | 070   |

### Japan
Japan gab 30 Spieler seines Kaders am 15. August bekannt, drei weitere Spieler kam am 18. August hinzu.
1 James Moore wurde am 18. August aufgrund ungenügender Kondition aus dem Kader gestrichen und durch Uwe Helu ersetzt.
2 Am 8. September mussten sich Uwe Helu und Shōgo Nakano wegen Leistungsproblemen zurückziehen; an ihre Stelle traten Amato Fakatava und Kanji Shimokawa.
Cheftrainer:  Jamie Joseph
| Spieler           | Position         | Mannschaft                | Tests |
| ----------------- | ---------------- | ------------------------- | ----- |
| Kenta Fukuda      | Gedrängehalb     | Toyota Verblitz           | 0     |
| Yutaka Nagare     | Gedrängehalb     | Tokyo Sungoliath          | 34    |
| Naoto Saitō       | Gedrängehalb     | Tokyo Sungoliath          | 15    |
| Rikiya Matsuda    | Verbinder        | Saitama Wild Knights      | 33    |
| Lee Seung-Sin     | Verbinder        | Kobelco Kobe Steelers     | 10    |
| Ryōto Nakamura    | Innendreiviertel | Tokyo Sungoliath          | 35    |
| Shōgo Nakano 2    | Innendreiviertel | Tokyo Sungoliath          | 07    |
| Tomoki Osada      | Innendreiviertel | Saitama Wild Knights      | 04    |
| Dylan Riley       | Innendreiviertel | Saitama Wild Knights      | 14    |
| Siosaia Fifita    | Außendreiviertel | Kintetsu Liners           | 12    |
| Lomano Lemeki     | Außendreiviertel | Green Rockets Tokatsu     | 16    |
| Semisi Masirewa   | Außendreiviertel | Kintetsu Liners           | 05    |
| Jone Naikabula    | Außendreiviertel | Toshiba Brave Lupus Tokyo | 04    |
| Kōtarō Matsushima | Schlussmann      | Tokyo Sungoliath          | 51    |
| Jumpei Ogura      | Schlussmann      | Yokohama Canon Eagles     | 04    |

| Spieler             | Position             | Mannschaft                | Tests |
| ------------------- | -------------------- | ------------------------- | ----- |
| Shōta Horie         | Hakler               | Saitama Wild Knights      | 72    |
| Kosuke Horikoshi    | Hakler               | Tokyo Sungoliath          | 07    |
| Atsushi Sakate      | Hakler               | Saitama Wild Knights      | 37    |
| Asaeli Ai Valu      | Pfeiler              | Saitama Wild Knights      | 26    |
| Sione Halasili      | Pfeiler              | Yokohama Canon Eagles     | 0     |
| Keita Inagaki       | Pfeiler              | Saitama Wild Knights      | 49    |
| Koo Ji-won          | Pfeiler              | Kobelco Kobe Steelers     | 26    |
| Shinnosuke Kakinaga | Pfeiler              | Tokyo Sungoliath          | 12    |
| Craig Millar        | Pfeiler              | Saitama Wild Knights      | 13    |
| Jack Cornelsen      | Zweite-Reihe-Stürmer | Saitama Wild Knights      | 16    |
| Warner Dearns       | Zweite-Reihe-Stürmer | Toshiba Brave Lupus Tokyo | 07    |
| Amato Fakatava 2    | Zweite-Reihe-Stürmer | Black Rams Tokyo          | 03    |
| Uwe Helu 1 2        | Zweite-Reihe-Stürmer | Kubota Spears             | 19    |
| James Moore 1       | Zweite-Reihe-Stürmer | Urayasu D-Rocks           | 16    |
| Amanaki Saumaki     | Zweite-Reihe-Stürmer | Kobelco Kobe Steelers     | 01    |
| Shōta Fukui         | Flügelstürmer        | Saitama Wild Knights      | 02    |
| Ben Gunter          | Flügelstürmer        | Saitama Wild Knights      | 08    |
| Pieter Labuschagné  | Flügelstürmer        | Kubota Spears             | 16    |
| Michael Leitch      | Flügelstürmer        | Toshiba Brave Lupus Tokyo | 80    |
| Kanji Shimokawa 2   | Flügelstürmer        | Tokyo Sungoliath          | 02    |
| Kazuki Himeno       | Nummer Acht          | Toyota Verblitz           | 29    |

### Samoa
Samoa gab seinen endgültigen Kader am 6. August bekannt.
1 Am 18. September 2023 fiel Luteru Tolai wegen einer Knieverletzung für die Weltmeisterschaft aus, zwei Tage später wurde Ray Niuia als Ersatz einberufen.
Cheftrainer:  Seilala Mapusua
| Spieler               | Position         | Verein                    | Tests |
| --------------------- | ---------------- | ------------------------- | ----- |
| Ere Enari             | Gedrängehalb     | Moana Pasifika            | 07    |
| Melani Matavao        | Gedrängehalb     | Lakapi Samoa              | 13    |
| Jonathan Taumateine   | Gedrängehalb     | Moana Pasifika            | 11    |
| Christian Lealiʻifano | Verbinder        | Moana Pasifika            | 03    |
| Lima Sopoaga          | Verbinder        | Shimizu Blue Sharks       | 01    |
| D’Angelo Leuila       | Innendreiviertel | Moana Pasifika            | 18    |
| Tumua Manu            | Innendreiviertel | Section Paloise           | 07    |
| Duncan Paiaʻaua       | Innendreiviertel | RC Toulon                 | 06    |
| UJ Seuteni            | Innendreiviertel | Stade Rochelais           | 12    |
| Nigel Ah Wong         | Außendreiviertel | Lakapi Samoa              | 08    |
| Ed Fidow              | Außendreiviertel | Rugby New York            | 19    |
| Neria Fomai           | Außendreiviertel | Moana Pasifika            | 08    |
| Ben Lam               | Außendreiviertel | Montpellier Hérault Rugby | 0     |
| Danny Toala           | Schlussmann      | Moana Pasifika            | 08    |

| Spieler            | Position             | Verein                       | Tests |
| ------------------ | -------------------- | ---------------------------- | ----- |
| Seilala Lam        | Hakler               | USA Perpignan                | 23    |
| Sama Malolo        | Hakler               | San Diego Legion             | 03    |
| Ray Niuia1         | Hakler               | Moana Pasifika               | 14    |
| Luteru Tolai1      | Hakler               | Moana Pasifika               | 03    |
| Michael Alaʻalatoa | Pfeiler              | Leinster Rugby               | 13    |
| Paul Alo-Emile     | Pfeiler              | Stade Français               | 21    |
| Charlie Faumuina   | Pfeiler              | Stade Toulousain             | 03    |
| James Lay          | Pfeiler              | Blues                        | 12    |
| Jordan Lay         | Pfeiler              | Blues                        | 26    |
| Brian Alainuʻuese  | Zweite-Reihe-Stürmer | RC Toulon                    | 05    |
| Theo McFarland     | Zweite-Reihe-Stürmer | Saracens                     | 07    |
| Sam Slade          | Zweite-Reihe-Stürmer | Moana Pasifika               | 04    |
| Chris Vui          | Zweite-Reihe-Stürmer | Bristol Bears                | 25    |
| Miracle Faiʻilagi  | Flügelstürmer        | Moana Pasifika               | 03    |
| Steve Luatua       | Flügelstürmer        | Bristol Bears                | 03    |
| Alamanda Motuga    | Flügelstürmer        | Moana Pasifika               | 05    |
| Taleni Seu         | Flügelstürmer        | Toyota Shuttles              | 06    |
| Jordan Taufua      | Flügelstürmer        | Lyon Olympique Universitaire | 06    |
| Soʻotala Faʻasoʻo  | Nummer Acht          | USA Perpignan                | 01    |
| Fritz Lee          | Flügelstürmer        | ASM Clermont Auvergne        | 07    |